# Amphirhachis nigra
Amphirhachis nigra är en stekelart som beskrevs av Henry Keith Townes, Jr. 1970. Amphirhachis nigra ingår i släktet Amphirhachis och familjen brokparasitsteklar. Inga underarter finns listade i Catalogue of Life.